# Dentalium katchekense
Dentalium katchekense är en blötdjursart som beskrevs av Fischer-Piette och Nicklès 1946. Dentalium katchekense ingår i släktet Dentalium och familjen Dentaliidae. Inga underarter finns listade i Catalogue of Life.